# Mauro Brasília
Mauro Lucius Graça Parente Carvalho, popularmente conhecido como Mauro Brasília, é um ex-jogador de futebol de salão brasileiro que jogava na posição de fixo. Ele é pai do futebolista Reinier, que atualmente joga no Atlético Mineiro.
Fez parte da Seleção Brasileira de Futebol de Salão na época em que o esporte era regido pelas antigas regras da FIFUSA, ajudando a equipe a conquistar o Campeonato Mundial de 1985. Iniciou sua carreira no extinto clube Motonáutica, de Brasília, na década de 1970.